# Beure
Beure település Franciaországban, Doubs megyében. Lakosainak száma 1342 fő (2022. január 1.). Beure Besançon, Avanne-Aveney, Larnod, Pugey és Fontain községekkel határos.

## Népesség
A település népességének változása:
| Lakosok száma | 1278 | 1166 | 1188 | 1383 | 1361 | 1378 | 1349 | 1345 | 1361 | 1342 |
|               | 1968 | 1982 | 1990 | 2006 | 2013 | 2015 | 2017 | 2019 | 2020 | 2022 |